# Роял (Іллінойс)
Роял (англ. Royal) — селище (англ. village) в США, в окрузі Шампейн штату Іллінойс. Населення — 293 особи (2010).

## Географія
Роял розташований за координатами 40°11′35″ пн. ш. 87°58′21″ зх. д. / 40.19306° пн. ш. 87.97250° зх. д. (40.193081, -87.972375).  За даними Бюро перепису населення США в 2010 році селище мало площу 0,42 км², уся площа — суходіл. В 2017 році площа становила 0,46 км², уся площа — суходіл.

## Демографія
Згідно з переписом 2010 року, у селищі мешкали 293 особи в 132 домогосподарствах у складі 88 родин. Густота населення становила 695 осіб/км².  Було 135 помешкань (320/км²).
Расовий склад населення:
| - 100,0 % — білих |

До двох чи більше рас належало 0,0 %. Частка іспаномовних становила 1,4 % від усіх жителів.
За віковим діапазоном населення розподілялося таким чином: 19,5 % — особи молодші 18 років, 60,0 % — особи у віці 18—64 років, 20,5 % — особи у віці 65 років та старші. Медіана віку мешканця становила 47,3 року. На 100 осіб жіночої статі у селищі припадало 92,8 чоловіків;  на 100 жінок у віці від 18 років та старших — 95,0 чоловіків також старших 18 років.
Середній дохід на одне домашнє господарство  становив 70 200 доларів США (медіана — 66 667), а середній дохід на одну сім'ю — 77 504 долари (медіана — 70 000). За межею бідності перебувало 16,5 % осіб, у тому числі 31,6 % дітей у віці до 18 років та 0,0 % осіб у віці 65 років та старших.
Цивільне працевлаштоване населення становило 115 осіб. Основні галузі зайнятості: освіта, охорона здоров'я та соціальна допомога — 26,1 %, роздрібна торгівля — 17,4 %, науковці, спеціалісти, менеджери — 10,4 %, будівництво — 7,8 %.